# Pansa Vosbein
Pansa Vosbein (tiếng Thái: พรรษา วอสเบียน; sinh ngày 31 tháng 7 năm 1996), còn có nghệ danh là Milk (มิ้ลค์),là một nữ diễn viên người Thái Lan thuộc GMMTV.

## Đời tư
Milk sinh ngày 31 tháng 7 năm 1996. Cô là con lai Trung Quốc, Đan Mạch, Môn và Thái Lan. Cô là người con thứ tư trong số năm anh chị em.
Milk tốt nghiệp Trường Đại học Maejo ở tỉnh Chiang Mai.

## Sự nghiệp

### Khởi đầu sự nghiệp
Năm 2018, Milk tham gia buổi thử giọng mang tên GSB Gen Campus Star 2018 do tạp chí Campus phối hợp với Ngân hàng Tiết kiệm Chính phủ Thái Lan tổ chức. Cô đã vượt qua buổi thử giọng với tư cách là một trong 23 đại diện của miền Bắc Thái Lan.
Năm 2019, Milk có vai diễn đầu tiên trong video ca nhạc cho bài hát "Pen Arai Sak Yang" của Ronnadet Wongsaroj .

### Tác phẩm Sapphic
Sau đó, Pansa trở thành một diễn viên của GMMTV . Tác phẩm đầu tiên của cô với GMMTV là vai diễn sapphic Ink trong loạt phim Bad Buddy (2021), trong đó cô đóng cặp với Pa do Pattranite Limpatiyakorn thủ vai và nhận được nhiều đánh giá tích cực, khiến hashtag "#อิ๊งภา" ("#InkPa") trở thành xu hướng trên mạng xã hội. Milk và Love tiếp tục đảm nhận các vai đồng tính nữ cùng nhau trong một số loạt phim, bao gồm:
- Vice Versa (2022) trong đó Milk vào vai Som, người tình của Prae, do Love thủ vai.[7]
- Magic of Zero (2022), trong đó Love và Milk lần lượt đảm nhận vai Pa và Ink.[8]
- 23.5 (2024), trong đó Milk vào vai Ongsa, người tình của Sun, do Love thủ vai.[9]
- Whale Store XOXO (sắp phát hành), trong đó Milk vào vai Wan (Whale), người tình của Maewnam, do Love thủ vai.[10]
- Girl Rules (sắp phát hành), trong đó Milk vào vai Shasha, người tình của Gorya, do Love thủ vai.[11]

Sự thành công khi hợp tác cũng cho phép Pansa và Pattranite liên tục tổ chức các sự kiện họp mặt người hâm mộ của riêng họ ở nước ngoài và tham gia các sự kiện khác cùng nhau, bao gồm Hội nghị thượng đỉnh phụ nữ toàn cầu WTW lần thứ 2 được tổ chức tại Thượng Hải, Trung Quốc vào ngày 27 tháng 7 năm 2024,  và buổi hòa nhạc của riêng họ tại Bangkok, Thái Lan vào ngày 1 tháng 12 năm 2024.

### Các tác phẩm đáng chú ý khác
Năm 2021, Milk cũng đóng vai phụ trong F4 Thailand: Boys Over Flowers, bộ phim được chuyển thể từ bộ truyện tranh shoujo Nhật Bản Boys Over Flowers (花より男子, Hana Yori Dango) của Yoko Kamio, với vai Lita hôn thê của Thyme (do Vachirawit Chivaaree thủ vai).

## Danh sách phim

### Phim truyền hình
| Năm  | Tựa                                | Vai             | Vai trò   | Đài    | Ghi chú |
| ---- | ---------------------------------- | --------------- | --------- | ------ | ------- |
| 2020 | Love Stranger                      | Panda Pimlaphat | Nữ phụ    | GMM 25 | [ 14 ]  |
| 2021 | Bad Buddy                          | Ink             | Nữ phụ    | GMM 25 | [ 3 ]   |
| 2021 | F4 Thailand: Boys Over Flowers     | Lita            | Nữ phụ    | GMM 25 | [ 15 ]  |
| 2022 | Unidentified Mysterious Girlfriend | Erng            | Nữ chính  | GMM 25 | [ 3 ]   |
| 2022 | Oops! Mr. Superstar Hit On Me      | Now             | Nữ phụ    | GMM 25 | [ 16 ]  |
| 2022 | Vice Versa                         | Som             | Khách mời | GMM 25 | [ 17 ]  |
| 2022 | Magic of Zero                      | Ink             | Nữ phụ    | GMM 25 | [ 8 ]   |
| 2024 | 23.5 độ nghiêng trái đất           | Ongsa/Earth     | Nữ chính  | GMM 25 | [ 18 ]  |
| 2024 | Only Boo!                          | Nate            | Nữ phụ    | GMM 25 | [ 19 ]  |
| TBA  | Whale Store XOXO                   | Wan (Whale)     | Nữ chính  | GMM 25 | [ 20 ]  |
| TBA  | Girl Rules                         | Shasha          | Nữ chính  | GMM 25 | [ 21 ]  |

### Phim điện ảnh
| Năm  | Tựa                                | Vai    | Ghi chú |
| ---- | ---------------------------------- | ------ | ------- |
| 2022 | Haunted Universities: 2nd Semester | Nữ phụ | [ 22 ]  |

### Video âm nhạc
| Năm  | Tựa                 | Nghệ sĩ                          | Ghi chú |
| ---- | ------------------- | -------------------------------- | ------- |
| 2019 | "Pen Arai Sak Yang" | Ronnadet Wongsaroj               | [ 4 ]   |
| 2020 | "Love Stranger"     | Getsunova và Perawat Sangpotirat | [ 23 ]  |
| 2020 | "Hidden Track"      | Trinity                          | [ 24 ]  |
| 2021 | "Missing"           | Perawat Sangpotirat              | [ 25 ]  |
| 2023 | "I Think of You"    | Vachirawit Chivaaree             | [ 26 ]  |

### Tivi show
| Năm  | Tựa đề         | Đài     | Vai trò   | Ghi chú |
| ---- | -------------- | ------- | --------- | ------- |
| 2022 | School Rangers | YouTube | Khách mời | Tập 224 |

## Danh sách đĩa nhạc
| Năm  | Tựa         | Ghi chú                                | Reference |
| ---- | ----------- | -------------------------------------- | --------- |
| 2024 | "Tilt"      | với Pattranite Limpatiyakorn; 23.5 OST | [ 27 ]    |
| 2024 | "Shot-Feel" | với Pattranite Limpatiyakorn           | [ 28 ]    |

## Buổi biểu diễn trực tiếp

### Fanmeetings
| Năm  | Ngày             | Địa điểm              | Ghi chú                      | Tham khảo |
| ---- | ---------------- | --------------------- | ---------------------------- | --------- |
| 2024 | Ngày 2 tháng 6   | Hồng Kông             | với Pattranite Limpatiyakorn | [ 29 ]    |
| 2024 | Ngày 9 tháng 6   | Đài Bắc, Đài Loan     | với Pattranite Limpatiyakorn | [ 30 ]    |
| 2024 | Ngày 29 tháng 6  | Tokyo, Nhật Bản       | với Pattranite Limpatiyakorn | [ 31 ]    |
| 2024 | Ngày 30 tháng 6  | Osaka, Nhật Bản       | với Pattranite Limpatiyakorn | [ 32 ]    |
| 2024 | Ngày 20 tháng 7  | Manila, Philippines   | với Pattranite Limpatiyakorn | [ 33 ]    |
| 2024 | Ngày 10 tháng 8  | Hồ Chí Minh, Việt Nam | với Pattranite Limpatiyakorn | [ 34 ]    |
| 2024 | Ngày 24 tháng 8  | Ma Cao, Trung Quốc    | với Pattranite Limpatiyakorn | [ 35 ]    |
| 2024 | Ngày 19 tháng 10 | Singapore             | với Pattranite Limpatiyakorn | [ 36 ]    |
| 2025 | Ngày 11 tháng 1  | Đài Bắc, Đài Loan     | với Pattranite Limpatiyakorn | [ 37 ]    |
| 2025 | Ngày 2 tháng 3   | Hồng Kông             | với Pattranite Limpatiyakorn | [ 38 ]    |
| 2025 | Ngày 8 tháng 3   | Nam Ninh, Trung Quốc  |                              | [ 39 ]    |
| 2025 | Ngày 24 tháng 5  | Hồ Chí Minh, Việt Nam | với Pattranite Limpatiyakorn | [ 40 ]    |

### Concerts
| Tên                          | Thời gian                   | Quốc gia | Địa điểm   | Ghi chú | Tham khảo |
| ---------------------------- | --------------------------- | -------- | ---------- | --- | --------- |
| GMMTV Fanday in Bangkok 2024 | Ngày 1 tháng 12 năm 2024    | Thái Lan | Union Hall | với Pattranite Limpatiyakorn                                                                                  | [ 41 ]    |
| Blush Blossom Fan Fest       | Ngày 28-29 tháng 6 năm 2025 | Thái Lan | Union Hall | với Pattranite Limpatiyakorn, Pussarasorn Bosuwan, Rachanun Mahawan, Tipnaree Weerawatnodom, Thasorn Klinnium | [ 42 ]    |

## Giải thưởng
| Năm  | Giải thưởng                           | Hạn mục                                       | Đề cử | Kết quả   | Ghi chú |
| ---- | ------------------------------------- | --------------------------------------------- | ----- | --------- | ------- |
| 2024 | WTW Most Popular Female Artist        | Nữ diễn viên được yêu thích nhất              | Milk  | Đoạt giải | [ 43 ]  |
| 2024 | Thailand Headlines Person of the Year | Culture and entertainment                     | Milk  | Đoạt giải | [ 44 ]  |
| 2025 | KAZZ AWARDS 2025                      | Nữ thần trẻ tuổi được yêu thích nhất năm 2024 | Milk  | Đoạt giải |         |